# Haut-commissariat du Canada au Royaume-Uni
Le haut-commissariat du Canada au Royaume-Uni est la représentation diplomatique du Canada au Royaume-Uni. Ses bureaux sont situés dans la Maison du Canada, un élégant bâtiment de style géorgien situé sur Trafalgar Square, en plein cœur de Londres.

## Mission

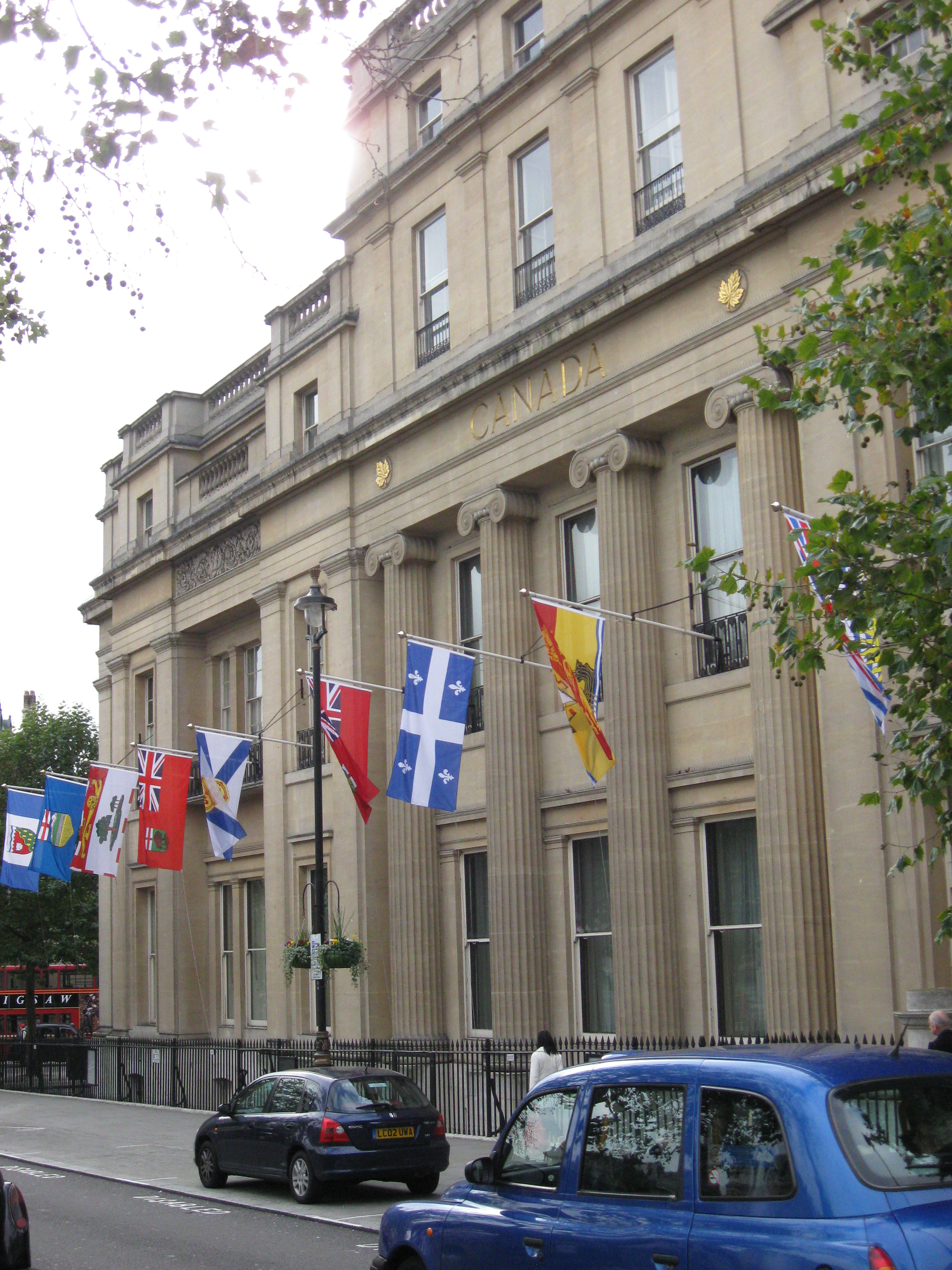
Drapeaux provinciaux et territoriaux du Canada flottant sur l'édifice du haut-commissariat.

Ce haut-commissariat est responsable des relations entre le Canada et le Royaume-Uni et offre des services aux Canadiens en sol britannique. Il est responsable de l'Angleterre et est assisté dans les autres nations par trois consulats :
- Irlande du Nord : Consulat du Canada à Belfast
- Pays de Galles : Consulat du Canada à Cardiff
- Écosse : Consulat du Canada à Édimbourg

## Histoire

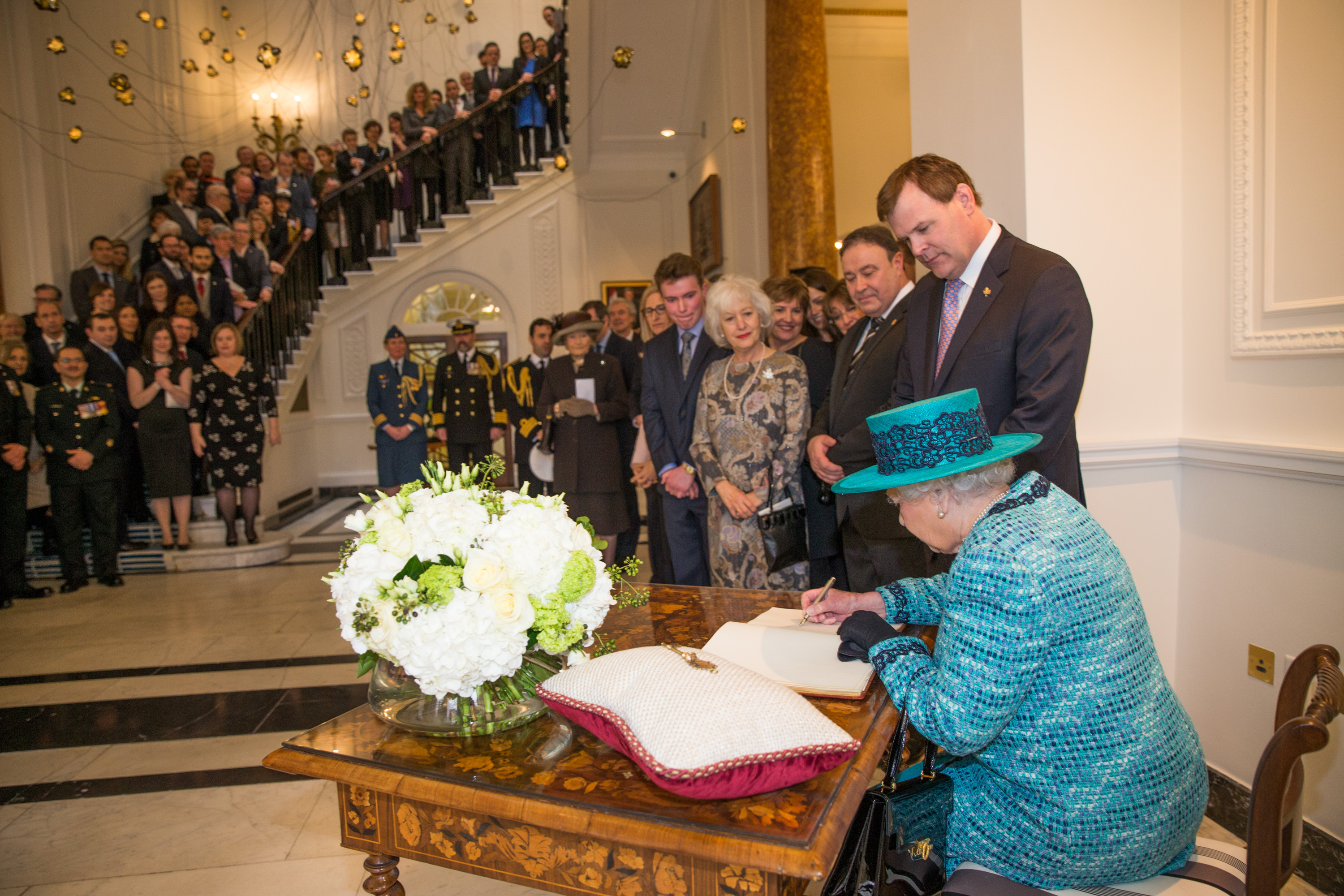
Visite de la reine du Canada, Élisabeth II, à la Maison du Canada en 2015.

Avant 2014, seules les sections consulaires et culturelles étaient situées à la Maison du Canada. Les sections de l'administration et du commerce se trouvaient à la Maison Macdonald, sur Grosvenor Square dans le quartier de Mayfair (dans l'ancienne ambassade des États-Unis). En décembre 2014, toutes les sections ont été transférées à la Maison du Canada et la Maison Macdonald a été vendue.
Il représente la plus vieille mission diplomatique du Canada, fondée en 1869. Il a été le premier haut-commissariat du Commonwealth.

## Hauts-commissaires
- 1869 - 1880 : John Rose
- 1874 - 1876 : Edward Jenkins
- 1876 - 1878 : William Annand
- 1880 - 1883 : Alexander Tilloch Galt
- 1883 - 1896 : Charles Tupper
- 1896 - 1914 : Donald Alexander Smith
- 1914 - 1922 : George Halsey Perley
- 1922 - 1930 : Peter Charles Larkin
- 1930 - 1930 : Lucien Turcotte Pacaud (intérim)
- 1930 - 1935 : Howard Ferguson
- 1935 - 1946 : Vincent Massey
- 1946 - 1949 : Norman Robertson
- 1949 - 1952 : L. Dana Wilgress
- 1952 - 1957 : Norman Robertson
- 1957 - 1964 : George Drew
- 1964 - 1967 : Lionel Chevrier
- 1967 - 1971 : Charles Ritchie
- 1971 - 1974 : Jake Warren
- 1974 - 1979 : Paul Martin, père
- 1979 - 1983 : Jean Casselman Wadds
- 1983 - 1985 : Donald Jamieson
- 1985 - 1988 : Roy McMurtry
- 1988 - 1991 : Donald Stovel Macdonald
- 1991 - 1994 : Fredrik S. Eaton
- 1994 - 1996 : Royce Frith
- 1996 - 2000 : Roy MacLaren
- 2000 - 2002 : Jeremy Kinsman
- 2002 - 2006 : Mel Cappe
- 2006 - 2011 : James R. Wright
- 2011 - 2016 : Gordon Campbell
- 2016 - 2021: Janice Charette
- 2021 : Stefanie Beck (intérim)
- 2021 - : Ralph Goodale